# Stigbergsparken

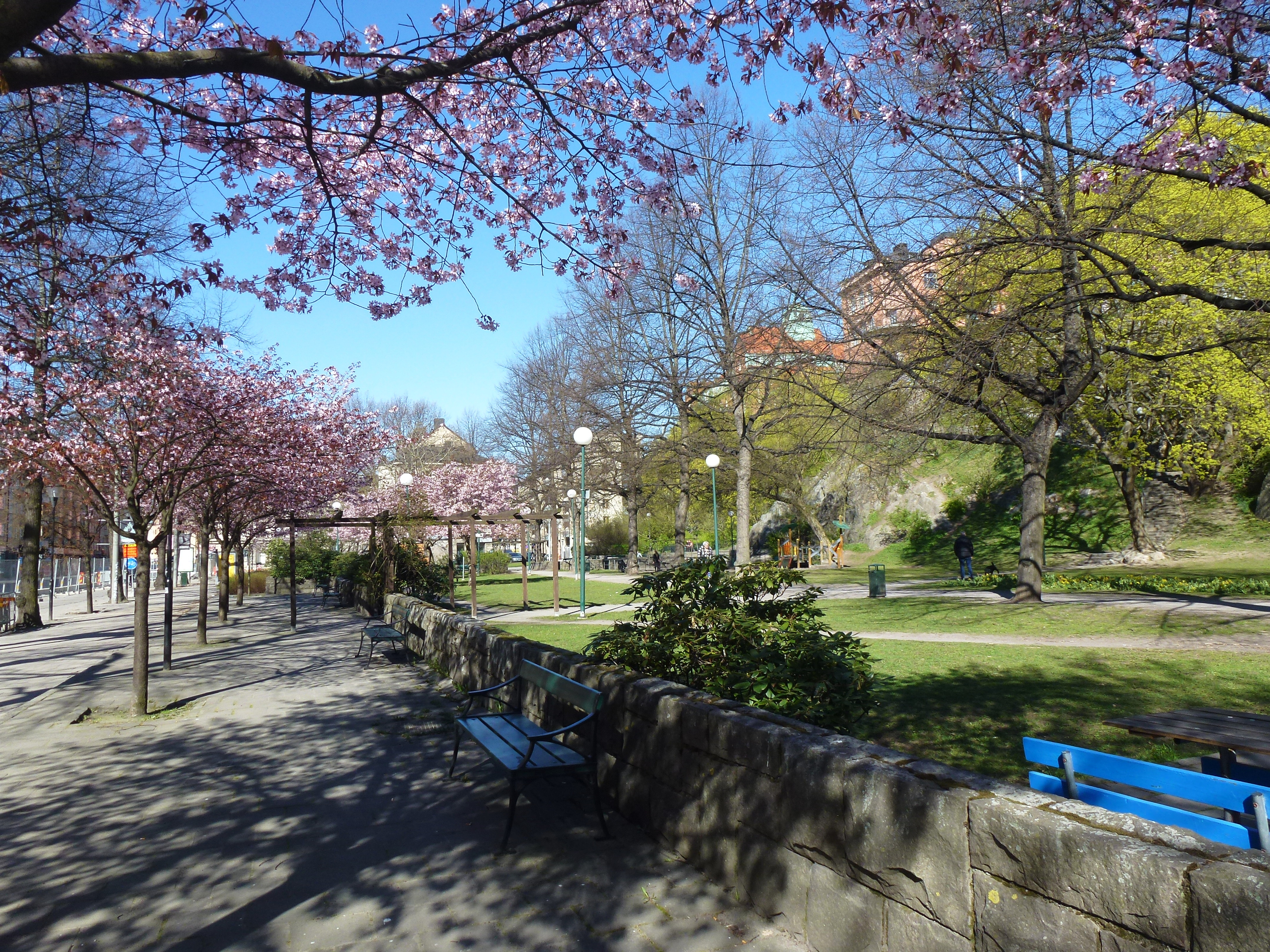
Stigbergsparken i april 2014.

Stigbergsparken ligger vid norra sidan om Folkungagatan på Södermalm i Stockholm. Parken fick sitt nuvarande namn 1919. I trakten går Stigbergsparken även under namnet Folkungaparken. 

## Historik
Parken har sitt namn efter Stigberget, som utbreder sig norr om parken och var en gång en av Stockholms avrättningsplatser. Kring sekelskiftet 1900 revs här några äldre trähus och parken anlades.  Då planterades ett hundratal träd, av vilka finns flera kvar än idag.  På 1930-talet tillkom murar, trappor och en lekplats. Från parken leder Ersta trappor upp till Lilla Erstagatan och längre västerut går Frans Schartaus trappor från parken till Frans Schartaus Handelsinstitut och Stigbergsgatan. Nedanför  Ersta trappor, i parkens östra del, står skulpturen ”Soluppgång” av Ture Johansson.

## Tunnelbanestation
Den planerade stationen Sofia som förväntas öppna år 2030[källa behövs] blir Stockholms djupaste tunnelbanestation, belägen cirka 100 meter under markytan. Den började planeras 2012 och ska ha uppgång i just Stigbergsparken.